# Telecine
Telecine (português brasileiro) ou telecinema / telecinematógrafo (português europeu) é o equipamento utilizado para o processo de telecinagem, ou transferência de imagens de filme para vídeo ou vice-versa. O telecine permite que um filme cinematográfico, cujas imagens foram captadas originalmente para serem exibidas em cinema, possa ser reproduzido por equipamentos de vídeo, videocassete, DVD por exemplo, ou transmitido por uma emissora de televisão. A forma derivada de telecinema é telecinematografia ou telecinematógrafo, e a forma adjetiva de telecinematografia é telecinematográfico.
Significado da palavra: Tele (ao longe) + cine (F. red. de cinematográfico)